# Caetanos
Caetanos là một đô thị thuộc bang Bahia, Brasil. Đô thị này có diện tích 857,282 km², dân số năm 2007 là 12239 người, mật độ 14,28 người/km².